# Tudo o Que É Sólido Pode Derreter
Tudo o Que É Sólido Pode Derreter é uma série de televisão dramática brasileira criada por Rafael Gomes e Esmir Filho, exibida pela TV Cultura a partir de 10 de abril de 2009, às 19h30min, com uma temporada de treze episódios. Produzida pela Ioiô Filmes (atual Intro Pictures) em parceria com a TV Cultura, a série é derivada do curta-metragem de mesmo nome, dirigido por Rafael Gomes, que adaptou a trama para ser dividida em capítulos.

## Elenco e personagens
Em ordem de abertura

### Principal
| Intérprete         | Personagem  |
| ------------------ | ----------- |
| Mayara Constantino | Thereza     |
| Victor Mendes      | Marcos      |
| Wendy Bassi        | Dalila      |
| Bryan Ruffo        | João Felipe |
| Dalia Kochen       | Letícia     |
| Marat Descartes    | Décio       |
| Ana Andreatta      | Marta/Lóri  |
| Luciano Chirolli   | Tio Augusto |

### Elenco de apoio
| Intérprete         | Personagem |
| ------------------ | ---------- |
| Kauê Telloli       | Ígor       |
| Ivan Kraut         | Professor  |
| Natália Moraes     | Kit        |
| Guilherme Tortolio | João       |

### Outros personagens
O Auto da Barca do Inferno
- Diabo
- Anjo
- Diretor

Sermões
- Pai de Marcos / Padre Antônio Vieira
- Mãe de Marcos

Os Lusíadas
- Adamastor
- Funcionário 1
- Funcionário 2

Canção do Exílio
- Noa
- Gonçalves Dias / Robinson Crusoé
- Vendedor

Senhora
- Aurélia
- Caco Coclen

Macário
- Gótico
- Gótica
- Menino que apresentou o livro
- Prima de Thereza

Ismália
- Atriz / Paciente

Quadrilha
- Instrutor

Uma Aprendizagem ou o Livro dos Prazeres
- Lóri

Guardador de Rebanhos
- Camilinha / Rebeca (heterônimos de Thereza)

Macunaíma
- Diretor substituto
- Mãe do diretor substituto
- Amiga bibliotecária do professor

## Episódios

### Resumo[4]
| Temporada | Temporada | Episódios | Exibição original   | Exibição original  |
| Temporada | Temporada | Episódios | Estreia             | Final              |
| --------- | --------- | --------- | ------------------- | ------------------ |
|           | 1         | 13        | 10 de abril de 2009 | 3 de julho de 2009 |

## Trilha sonora
- Músicas tocadas na série:[5]

1. Óculos de Grau - Érika Machado
2. Eu - Érika Machado
3. As Coisas - Érika Machado (tema de abertura)
4. Alguém da Minha Família - Érika Machado
5. Depois - Pato Fu
6. Uh Uh Uh, La La La, Ié Ié! - Pato Fu
7. Sorte e Azar - Pato Fu
8. Banheira - Natália Mallo
9. Quinto Andar - Tiê
10. Mesmo Quando a Boca Cala - Vinicius Calderoni